# 康玉柱
康玉柱（1936年5月5日—），满族，辽宁北宁人，石油地质专家，中国工程院院士。

## 履历
1960年，毕业于长春地质学院。1984年，主持发现了沙参二井，实现了古生代海相油气勘探的首次重大突破。2005年，当选中国工程院院士。